# چرخ‌ریسک‌واران
چرخ‌ریسک‌واران (به لاتین: Paroidea) یک بالاخانواده از پرندگان گنجشک‌سان است.

## پراکندگی و زیستگاه
بالاخانواده چرخ‌ریسک‌واران در سراسر نیمکره شمالی و در مناطق گرمسیری آفریقا گسترده‌است. بیشترین غلظت تنوع زیستی در چین و آفریقا رخ می‌دهد.

## آرایه‌شناسی
بالاخانواده چرخ‌ریسک‌واران شامل موارد زیر است خانواده، پیش از این در بالاخانواده سسک‌واران قرار داده شده بود:
- خانوادهٔ چرخ‌ریسک بلوطی اولف-گالیارد، ۱۸۹۱ (۱۱ گونه)
- خانوادهٔ چرخ‌ریسکان ویگورس، ۱۸۲۵ (۶۱ گونه)
- مگس‌گیران پریسا برسفورد و همکاران، ۲۰۰۵ (۹ گونه)